# Гудфренд, Марвин
Марвин Сэт Гудфренд (англ. Marvin Seth Goodfriend; 6 ноября 1950, Нью-Йорк, США — 5 декабря 2019, Питсбург, США) — американский экономист, Аллан Х. Мельцер профессор политической экономии Университета Карнеги-Меллона в 2012—2019 годах, старший вице-президент и советник по вопросам политики в Федеральном резервном банке Ричмонда в 1999—2005 годах. Выдвигался в 2017 году в Совет управляющих Федеральной резервной системы.

## Биография
Марвин родился 6 ноября 1950 года.
Марвин получил степень бакалавра математики (B.S.) в Юнион-колледже в 1972 году, степень магистра искусств (M.A.) в Брауновском университете в 1977 году. В 1980 году был удостоен степени доктора философии (PhD) в Брауновском университете после защиты своей докторской диссертации «Деньги, условия торговли и корректировка платежного баланса с гибким обменным курсом: теоретическое и эмпирическое исследование международной корректировки».
Свою трудовую деятельность начал экономистом в 1978—1980 годах, затем руководителем в 1980—1984 годах, вице-президентом в 1984—1990 годах, заместителем директора по исследованиям в 1990—1992 годах, старшим вице-президентом и директором по исследованиям в 1993—1999 годах, старшим вице-президентом и советником по вопросам политики в 1999—2005 годах в Федеральном резервном банке Ричмонда.
Свою преподавательскую деятельность начал в должности профессора экономики в 2005—2019 годах, Аллан Х. Мельцер профессор политической экономии в 2012—2019 годах, а также был председателем Центра государственной политики Гайота в Школе бизнеса Теппера при Университете Карнеги-Меллона в 2005—2012 годах.
Марвин Гудфренд скончался в Питсбурге 5 декабря 2019 года.

## Награды
За свои достижения был неоднократно награждён:
- 2007 — премия от Школы бизнеса Теппера[англ.] «за выдающиеся достижения в области преподавания в классе»;
- 2016 — премия Джорджа Лиланда Баха от Школы бизнеса Теппера[англ.] «за выдающиеся достижения в области преподавания»;
- 2017 — президент США выдвинул кандидатом в Совет управляющих Федеральной резервной системы;